# Huta Julu (Onan Ganjang)
Huta Julu is een bestuurslaag in het regentschap Humbang Hasundutan van de provincie Noord-Sumatra, Indonesië. Huta Julu telt 417 inwoners (volkstelling 2010).